# Waldajhoogte

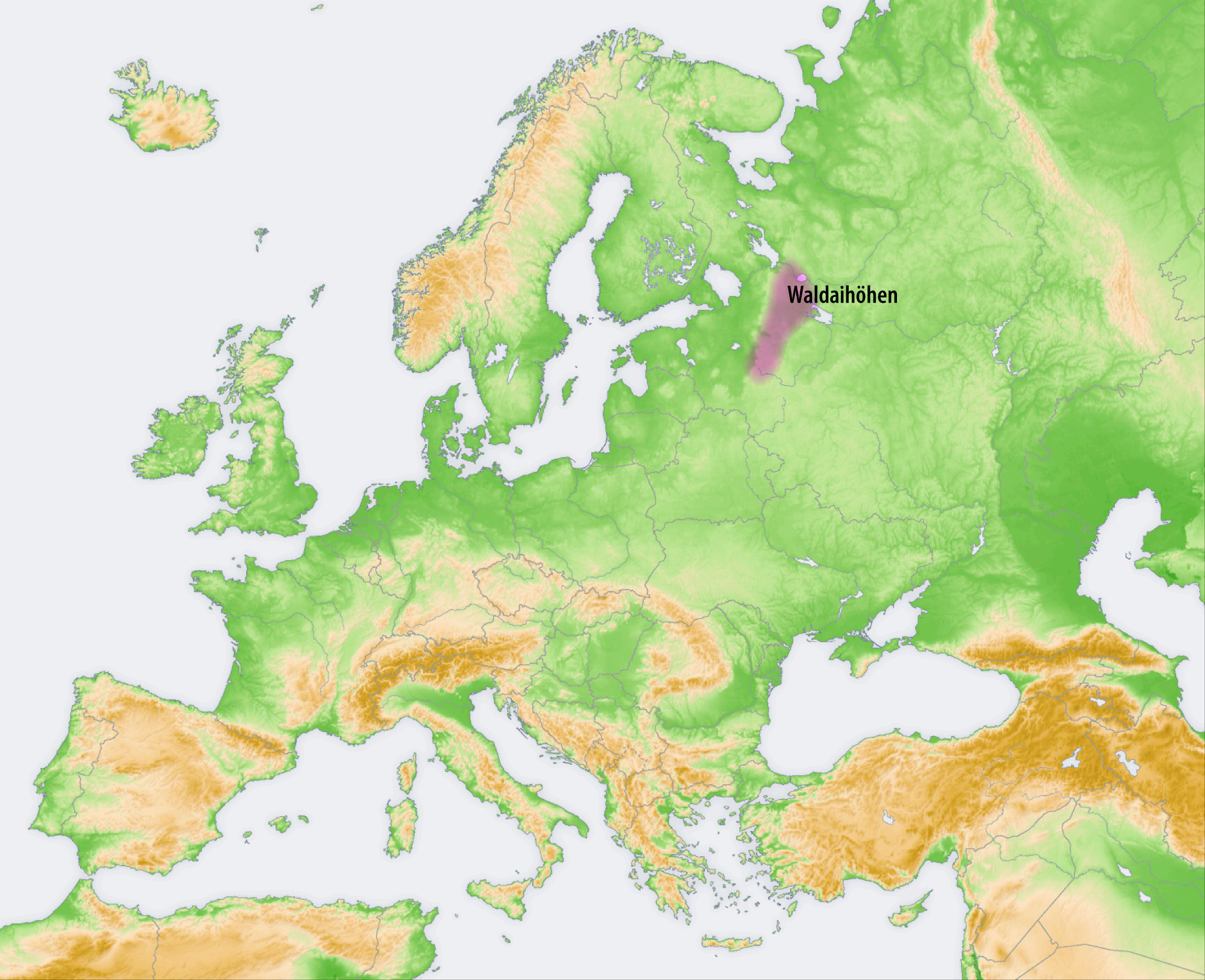
ligging van de Waldajhoogte

De Waldajhoogte (Russisch: Валдайская возвышенность; Lets: Valdaja augstiene) is een heuvelachtig gebied in Noordwest-Rusland. Het beslaat delen van respectievelijk oblast Leningrad, oblast Pskov, oblast Smolensk, oblast Tver en oblast Novgorod.
De hoogte is genoemd naar de stad Valdaj in de oblast Novgorod. De volgende rivieren ontspringen op de Waldajhoogte: Wolga, Dnjepr, Westelijke Dvina, Lovat, Msta, Sjas en de Mologa. De hoogte is rijk aan klei, zandsteen en kalk. De heuvels zijn gemiddeld tussen de 150 en 250 meter hoog; het hoogste punt is 343 meter. Eigenlijk vormen ze een uitloper van de Midden-Russische Rug. Tegelijkertijd zijn ze onderdeel van het veel grotere Russisch Laagland. De Waldajhoogte vormt tevens de waterscheiding tussen het Ilmenmeer en de Wolga.